# Museum Kurhaus Kleef

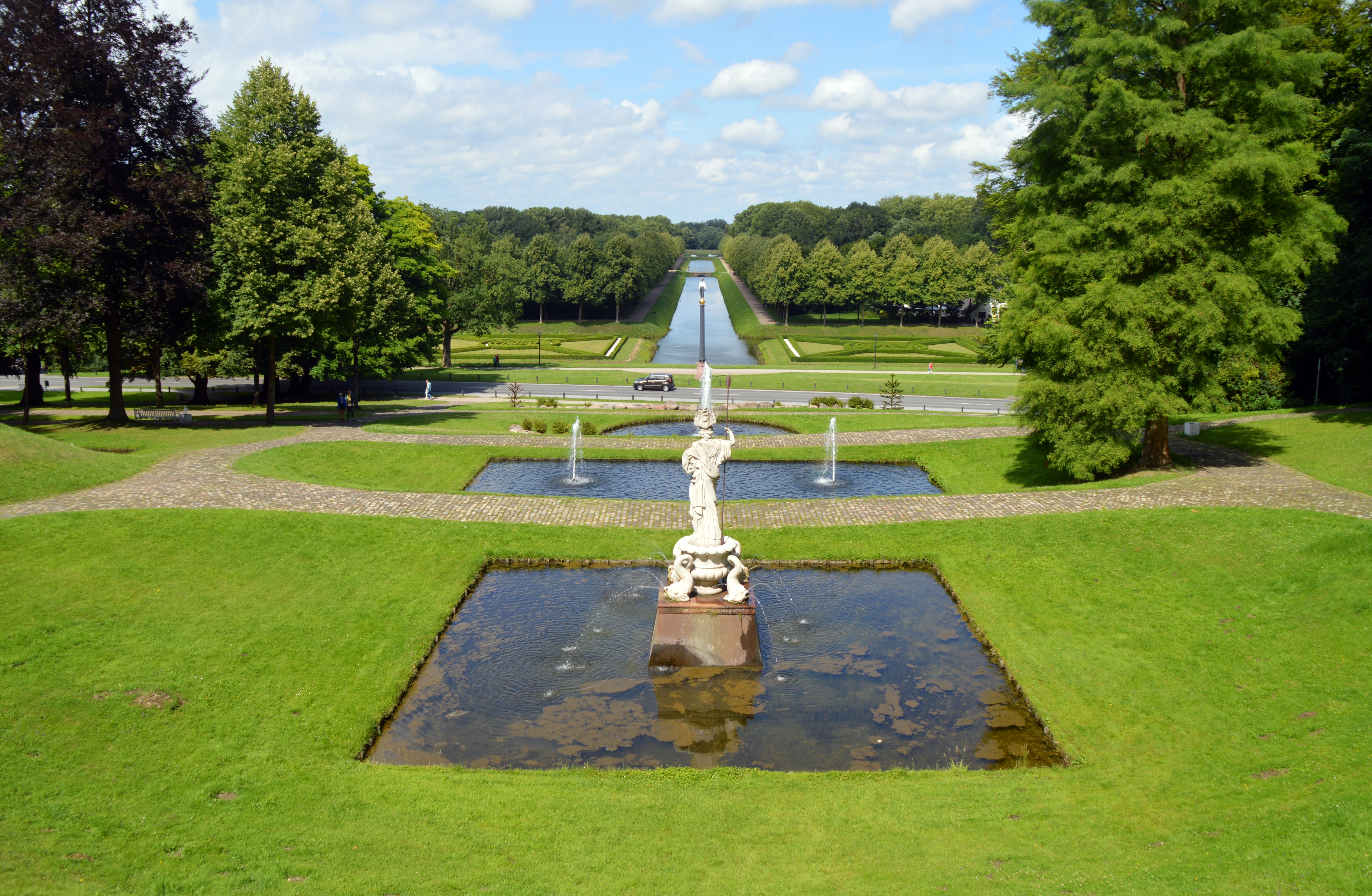
De Kleefse tuinen

Het Museum Kurhaus Kleef (Duits: Museum Kurhaus Kleve) is een museum voor beeldende kunst in Kleef in de Nederrijnregio in Duitsland.
Het Museum Kurhaus is genoemd naar de oorspronkelijke functie van het gebouw uit de tijd tussen 1742 en 1914 toen Bad Cleve een geliefd kuuroord was. Het gebouw bevindt zich in de buurt de Kleefse tuinen en het dierenpark dat in de 17e eeuw door de Johan Maurits van Nassau werd aangelegd. Naast tentoonstellingsruimten is in het gebouw ook het gemeentelijk archief van Kleef gevestigd.

## Geschiedenis
De geschiedenis van Kleef als kuuroord begon in 1742, toen de arts Johann Heinrich Schütte een bron ontdekte waarvan het water volgens hem geneeskrachtige werking had. Dit was in de buurt van het amfitheater in het park. Er werd in 1754 een gebouwtje bij de bron gebouwd: het Brunnenhaus. Naast dit huis werd tussen 1846 en 1872 een door Karl Schubert uit Bonn ontworpen kuurhotel neergezet.
Ten tijde van de Eerste Wereldoorlog droogde de bron op en was het gedaan met Kleef als kuuroord. Het park verwilderde en vele van de luxe hotels werden door bombardementen beschadigd tijdens de Tweede Wereldoorlog en vervolgens gesloopt. Ook het Kurhaus raakte in verval. Tussen 1957 en 1964 had de beeldhouwer Joseph Beuys zijn atelier in enkele van de ruimtes, later dienden ze als meubelopslagplaats. In de jaren 1970 - 1980 werden langzamerhand de parken weer in ere hersteld en pas in de jaren 1990 werd begonnen met de renovatie van het voormalige Kurhaus.
Door een schenking van Sonja Mataré, die de nalatenschap van haar vader Ewald Mataré aan het museum schonk, werd de gemeentelijk kunstcollectie, die voordien was gehuisvest in het voormalige 'schilderspaleisje' van de 19e-eeuwse romantische landschapsschilder B.C. Koekkoek, uitgebreid met een waardevolle collectie moderne kunst uit het begin van de 20e eeuw.
Het gerenoveerde gebouw werd in april 1997 als museum voor hedendaagse kunst heropend onder de naam: "Museum Kurhaus Kleve / Ewald Mataré Sammlung". In 2004 werd het museum door de Internationale Vereniging van Kunstcritici (AICA) uitgeroepen tot "museum van het jaar 2004". In 2007 werd bekendgemaakt dat ook het voormalig atelier van Joseph Beuys toegankelijk gemaakt zou worden voor het publiek. In najaar 2012 werden de gerenoveerde aula van het Kurhaus en een nieuw ontworpen expositiezaal geopend.

## Verzamelingen
- Middeleeuwse laatgotische heiligenbeelden.
- Ewald Mataré-verzameling; geschonken door zijn dochter Sonja Mataré.
- Verzameling Robert Angerhausen; prentencollectie met betrekking tot de regio Nederrijn en Kleef.
- Werk van Joseph Beuys, die op de Düsseldorfse kunstacademie bij Mataré studeerde
- In de omgeving van het museum staat op een hoge sokkel het beeld Neue Eiserner Mann van Stephan Balkenhol.

## Tentoonstellingen
Het museum organiseert regelmatig wisseltentoonstellingen met werk van internationaal bekende kunstenaars, zoals de arte-poverakunstenaars Jannis Kounellis, Mario Merz en Giuseppe Penone en minimal-artkunstenaars als Carl Andre, Donald Judd, Richard Serra.
Ook waren er tentoonstellingen van de conceptuelen On Kawara, Richard Long, Daniel Buren, de schilders Mark Tansey, Jan Andriesse, Franz Gertsch en de popartkunstenaars Robert Indiana en Alex Katz.

## Afbeeldingen

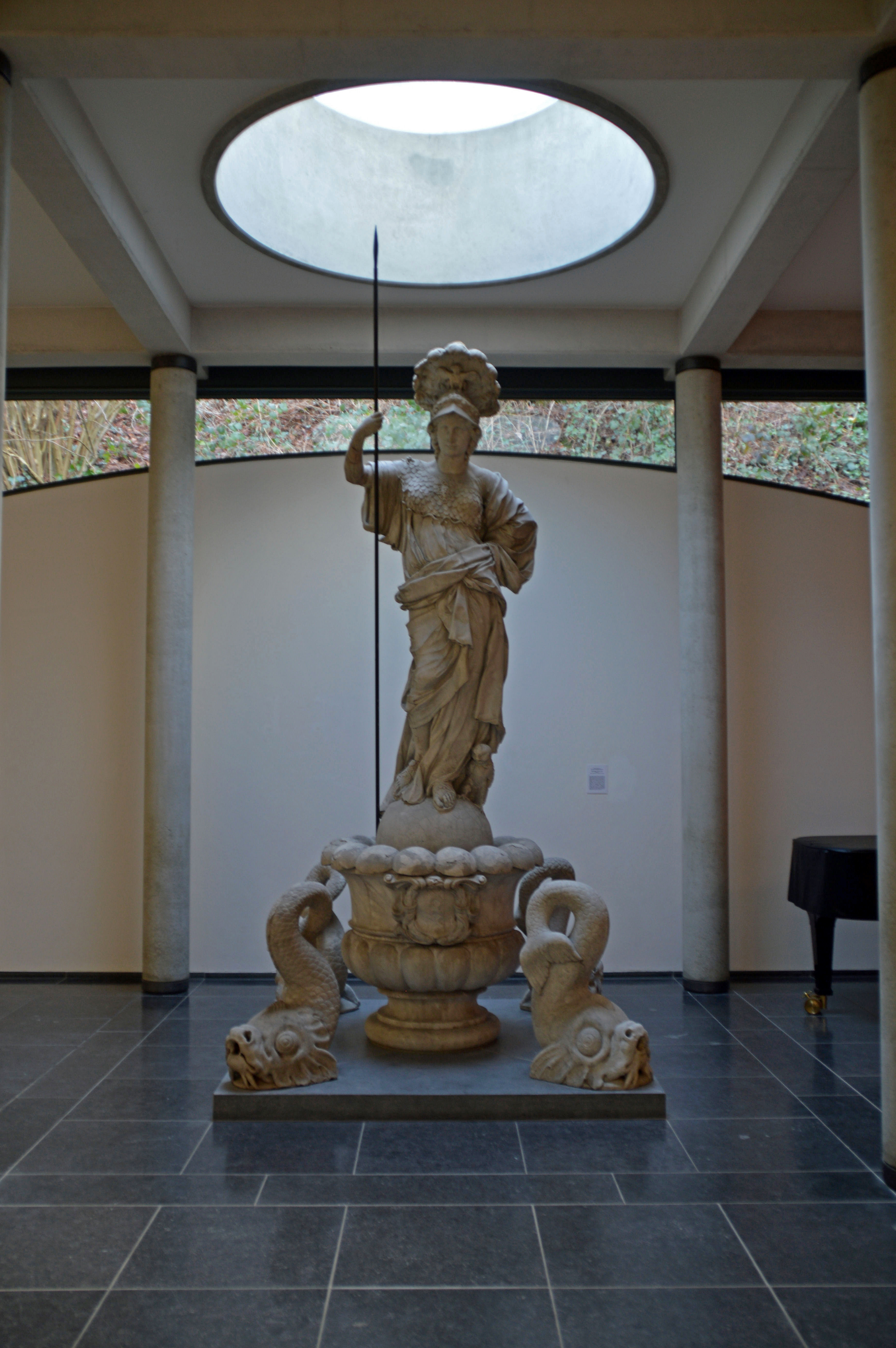
Artus Quellinus: Pallas Athena, ca. 1660
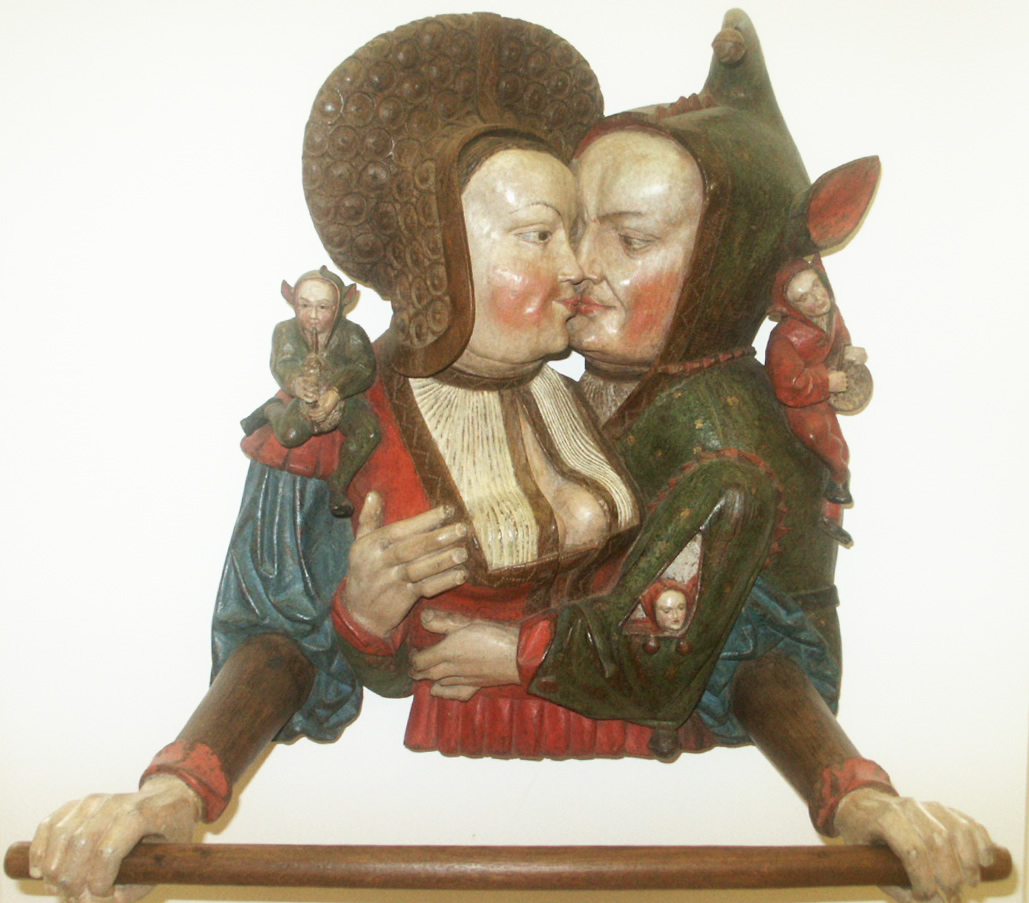
Arnt van Tricht: Handdoekhouder met liefdespaar (1535)
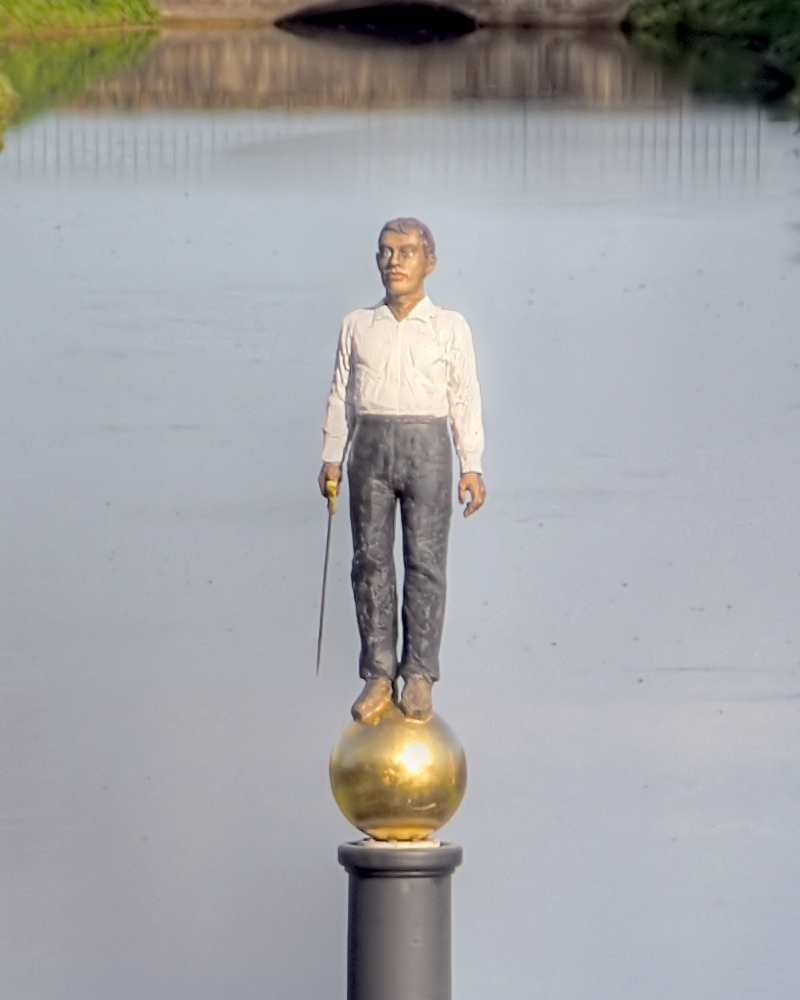
Stephan Balkenhol, Neuer Eiserner Mann
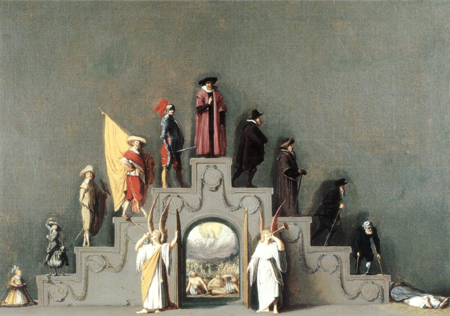
De trap van het leven

## Directeur
Museum Kurhaus Kleve werd vanaf de oprichting geleid door de Nederlander Guido de Werd, die gedurende vier decennia ook het reilen en zeilen bestuurde van Haus Koekkoek. In april 2012 werd hij als directeur opgevolgd door Harald Kunde.

## Vriendenvereniging
De vereniging Freundeskreis Museum Kurhaus und Koekkoek-Haus is een actieve vereniging die gelden bijeenbrengt om de collectie van het museum te kunnen aanvullen met nieuwe kunstwerken. Deze vereniging ontving voor haar engagement op 2 maart 2007 de cultuurprijs van de gemeente Kleef. Museum Haus Koekkoek is het 19e-eeuwse schilderspaleisje van de romantische kunstschilder Barend Cornelis Koekkoek in de binnenstad van Kleef.